# ヒスイ輝石
ヒスイ輝石（ヒスイきせき、翡翠輝石、英: jadeite、ジェダイト、ジェイダイト）は輝石グループの鉱物。宝石として珍重されている翡翠のうちの「硬玉」である。本翡翠とも呼ばれる。その生成期・文化的利用において新潟県 糸魚川の物が世界最古である。
ナトリウムとアルミニウムを含む単斜輝石で、化学組成は NaAlSi2O6である。Al が Fe3+ に置換したものがエジリン輝石、Cr3+ に置換したものがコスモクロア輝石 (kosmochlor)。
純粋なものは白色だが、微量の鉄やクロムを含有すると緑色、微量の鉄やチタンを含有すると紫色になる。

## 概要

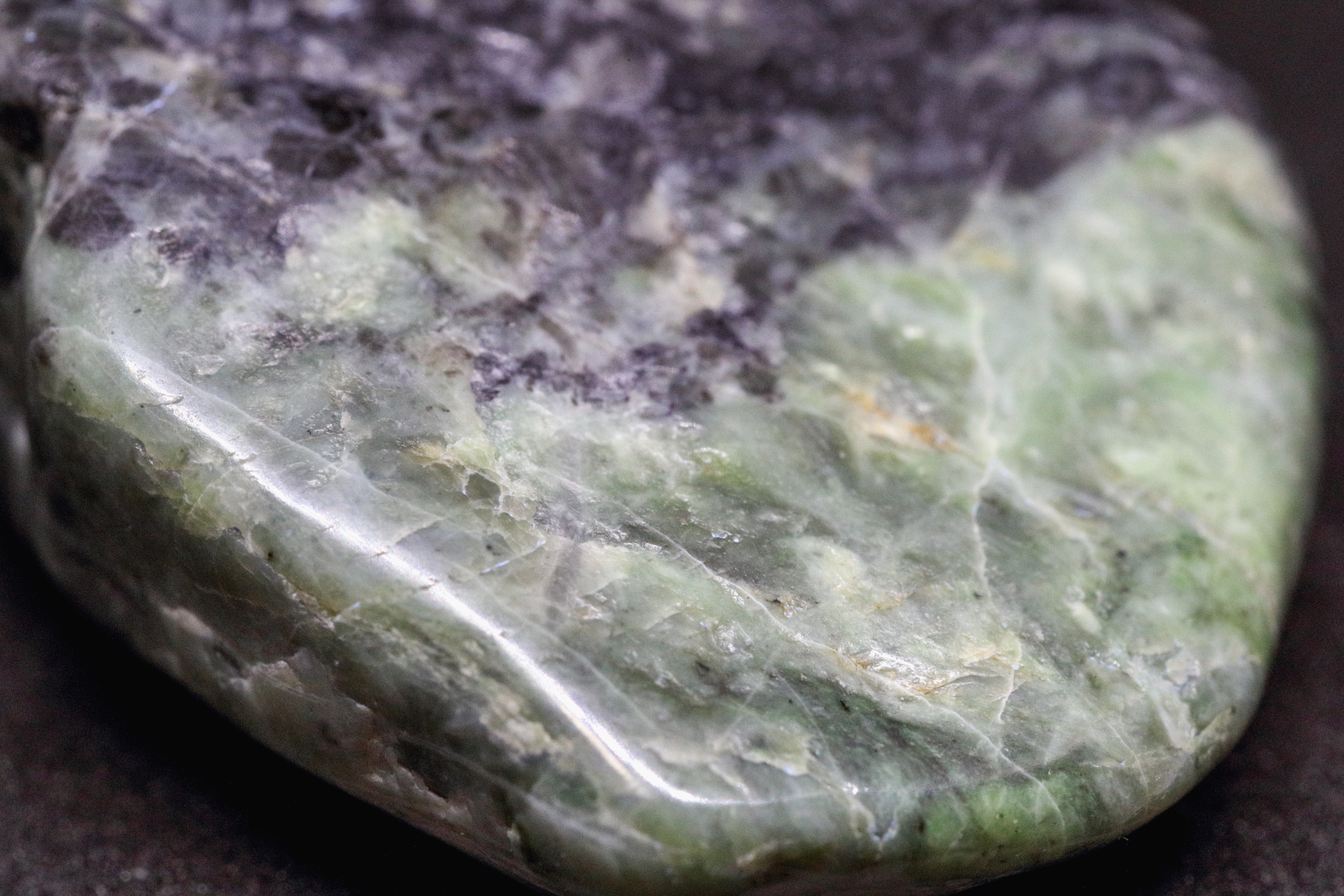
新潟県糸魚川市で採取されたヒスイ輝石

現在はミャンマーやロシア、グアテマラ、メキシコが主な産地であるひすい輝石だが、世界最古の産地は日本の可能性があるとする学者もいる。日本海沿岸の古代国家の一つ「越」が翡翠を採掘、加工していたと記録されている。しかしながら、いつしか採掘されなくなり、鉱床も放置された。それから長い年月が過ぎたのち、昭和初期になって、かつての鉱床周辺（新潟県糸魚川市周辺など）にひすい輝石の産地が再発見された。
翡翠と呼ばれているものの歴史は古く、中でも中国の歴史では和田玉のようなネフライトで稀少価値が高いものが工芸品として広く使われ、ビルマ産（カチン州）のジェダイトは更に珍重されてきた。日本では翡翠はジェダイトとして、よく名前を知られている宝石ではあるが、本翡翠（翡翠輝石）は産出量が極めて少ないため高価で取引されている。

## 利用

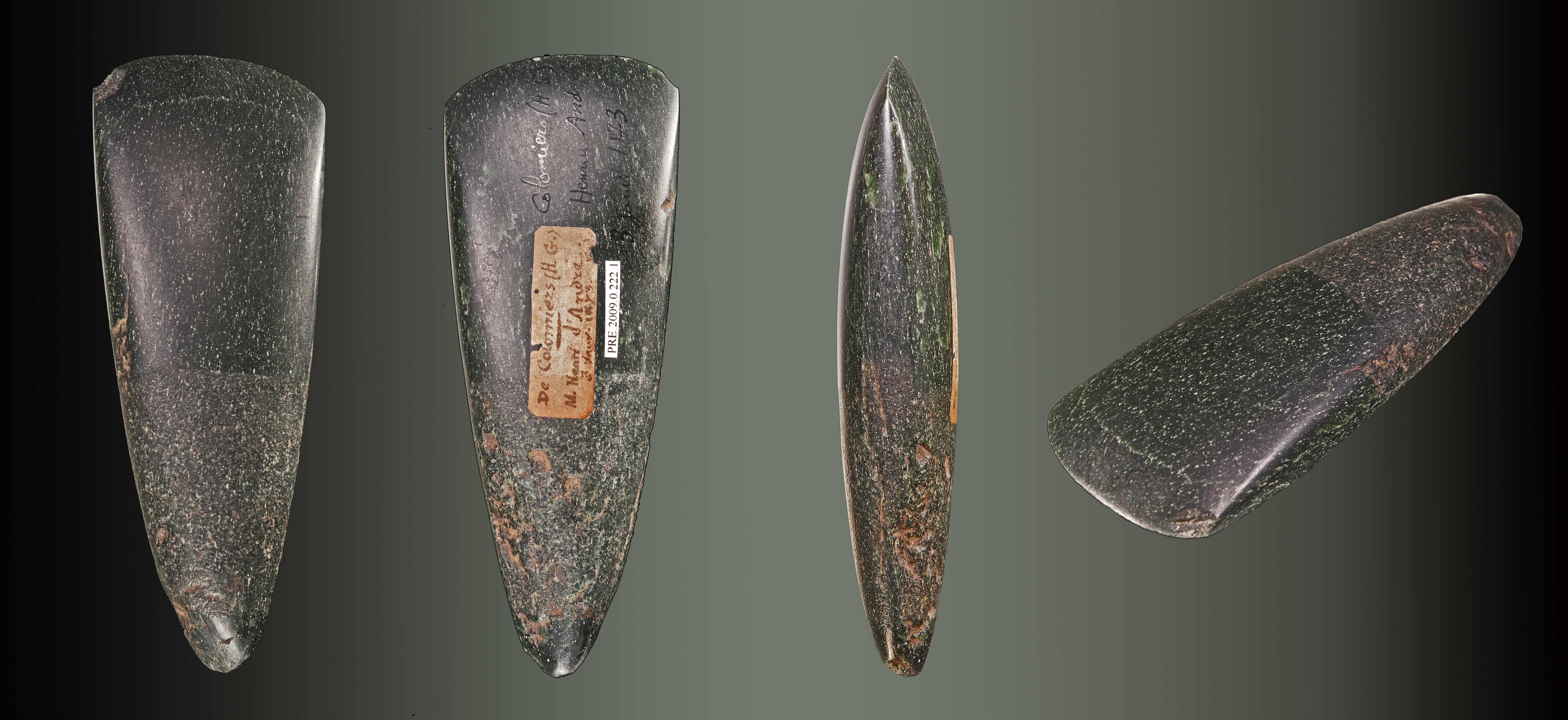
石斧として加工されたヒスイ輝石

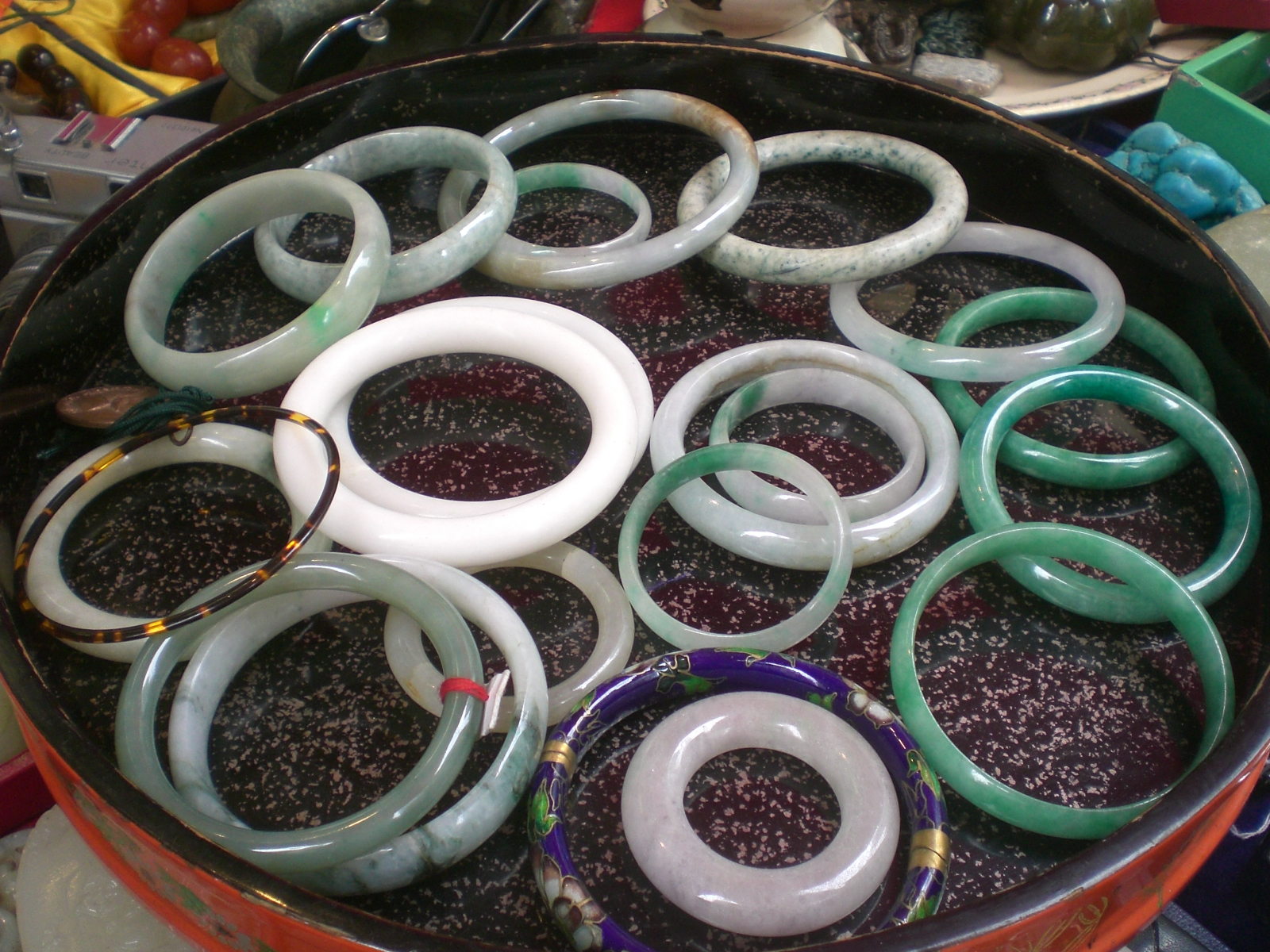
リング状の加工例

石器時代には、硬い事から石斧として使用された。

日本での利用の歴史は縄文時代縄文時代前期末から始まり、北海道から沖縄まで流通した。日本における硬玉の露頭産地は、新潟県糸魚川と青海川上流の二カ所のみである。
富山県境の境A遺跡（富山県朝日町）は、硬玉原石の集散地であり、加工を行っていた拠点集落で、数千点にもおよぶ原石、加工途中の未製品が出土している。完成品は交易で他所へ運ばれたらしく余り出土していない。